# Energieflexibilität
Energieflexibilität bezeichnet die Fähigkeit eines Systems, seinen Energiebezug an sich verändernde Rahmenbedingungen (z. B. volatile Energiepreise oder regulatorische Änderungen) anzupassen. Prinzipiell können verschiedene Energiearten (Strom, Wärme, Erdgas,..) mit dem Begriff beschrieben werden. Im Kontext der Energiewende wird der Begriff vor allem verwendet, um Maßnahmen zu beschreiben, die zur Befähigung des Stromsystems zur Aufnahme weiterer volatiler erneuerbarer Energiequellen wie Wind und Solarkraftwerke notwendig sind. Der Begriff “Energieflexibilität” stellt somit eine Erweiterung des Begriffs der “Stromnetzflexibilität” dar, wird jedoch häufig synonym dazu verwendet.

## Hintergrund
Fossile Kraftwerke können ihre Erzeugungsleistung an die von den Stromverbrauchern vorgegebenen Lastprofile anpassen. Volatile erneuerbare Energiequellen speisen hingegen wetterabhängig in das Netz ein, ohne sich nach dem Bedarf von Stromverbrauchern zu richten. In Zukunft werden also Lösungen benötigt, die es ermöglichen, dass der Strombedarf flexibel an das Stromangebot angepasst werden kann, um die Balance im System aufrechtzuerhalten. Derzeit diskutierte Flexibilitätsmaßnahmen für das Stromnetz sind:
- Ausbau der Stromnetze (z. B. um Strom aus den Windparks im Norden zu den Industriezentren im Süden zu transportieren) und Maßnahmen zur Entwicklung eines intelligenten Stromnetzes
- Ausbau elektrischer Energiespeicher (z. B. Batterie-Speicherkraftwerke)
- Maßnahmen der Sektorenkopplung (z. B. Power-to-Heat, Power-to-Gas, Power-to-X)
- Verbraucherseitige Energieflexibilität: Fähigkeit der Verbraucher zur Beeinflussung ihres Strombezugsprofils (siehe auch Laststeuerung als Bestandteil des elektrischen Lastmanagements, dem sogenannten Demand Side Management)Energieflexibler Lastgang als Differenz zum Referenzlastgang

Energieflexibler Lastgang als Differenz zum Referenzlastgang

Die Flexibilisierung der Verbrauchsseite reduziert demnach den Bedarf an Investitionen in Netzausbau und Speicherkapazitäten. Stromverbraucher können auf verschiedenen Wegen Einfluss auf ihr Bedarfsprofil nehmen. Der Begriff “Demand Side Management” beinhaltet sowohl Maßnahmen zur Steigerung der Energieeffizienz (Senkung der durchschnittlichen elektrischen Leistungsaufnahme), also auch Maßnahmen zur Lastverschiebung (Gleichbleibende durchschnittliche elektrische Leistungsaufnahme) und Elektrifizierung (Steigerung der durchschnittlichen Leistungsaufnahme). Generell kann das Potenzial einer Energieflexibilitätsmaßnahme quantifiziert werden, indem die Differenz aus dem elektrischen Lastgang im Normal- bzw. Referenzbetrieb und dem elektrischen Lastgang im energieflexiblen Betrieb gebildet wird.
Energieflexibilitätsmaßnahmen mit dem Ziel der Lastverschiebung in Privathaushalten sind zum Beispiel die Fernsteuerung elektrischer Wärmepumpen durch einen Dienstleister oder die Nutzung von Nachtspeicherheizungen. Im Industriesektor ist die Identifikation von Energieflexibilitätsmaßnahmen deutlich komplexer als im privaten Sektor und dem Verkehrssektor, da die Verbraucherstruktur deutlich heterogener ist. Fabriken sind sehr unterschiedlich aufgebaut und haben komplexe technische und regulatorische Rahmenbedingungen, die die Quantifizierung des Energieflexibilitätspotenzials beeinflussen. Vor diesem Hintergrund werden derzeit in verschiedenen Forschungsprojekten wie SINTEG WindNODE und Kopernikus SynErgie neue Analyse- und Optimierungsmethoden entwickelt, die den Industriesektor zu einem energieflexiblen Betrieb befähigen sollen. Diese sind im folgenden Artikel näher beschrieben und sind auch auf die anderen Sektoren übertragbar.

## Vorteile von Energieflexibilität für die Gesellschaft
Aufgrund physikalischer Charakteristika müssen sich im Stromsystem die Stromerzeugung und der Stromverbrauch – in einem gewissen Intervall – immer im Gleichgewicht befinden. Falls dies nicht gewährleistet werden kann, ist die Stabilität des Stromsystems gefährdet. Die Sicherstellung des Gleichgewichts von Stromerzeugung und -verbrauch wird durch den sukzessiven Ausbau von volatilen erneuerbaren Energien zunehmend herausfordernd. Sowohl durch die eingeschränkte Steuerbarkeit als auch durch die begrenzte Prognose der Stromeinspeisung aus erneuerbaren Energien müssen Schwankungen auf der Stromerzeugungsseite ausgeglichen werden. Diesbezüglich kann die Nachfrageflexibilität von Unternehmen genutzt werden, um Nachfrageseitig auf ebendiese Schwankungen reagieren zu können.
Durch die Flexibilisierung der Nachfrageseite kann die Infrastruktur, d. h. das Stromnetz, effizienter genutzt werden. Zu Zeiten hoher Einspeisung aus erneuerbaren Energien können Unternehmen die Nachfrage erhöhen, um den günstigen Strom direkt nutzen zu können. Im Jahr 2019 wurden 6,48 TWh durch das sog. Einspeisemanagement abgeregelt. Das heißt, dieser erneuerbare Strom konnte aufgrund von Leistungsengpässen nicht genutzt werden. Mithilfe einer Flexibilisierung der Nachfrageseite kann dieser erneuerbare Strom vermehrt genutzt werden, was einerseits zur Dekarbonisierung des Stromsystems beiträgt und andererseits den Ausbau weiterer erneuerbarer Energien ermöglicht. Eine Flexibilisierung der Nachfrageseite kann auch dazu beitragen, den Bedarf für Netzausbau zu reduzieren, da Stromerzeugungsspitzen bzw. auch -täler ausgeglichen werden. Durch die Nutzung von Nachfrageflexibilität können schließlich Unternehmen auch ihre Stromkosten reduzieren.

## Vorteile von Energieflexibilität für Flexibilitätsanbieter
Aus Sicht eines Flexibilitätsanbieters benötigt es einen direkten oder indirekten, meist wirtschaftlichen, Anreiz zur Anpassung der Stromnachfrage in Form von Flexibilität. Flexibilitätsanbieter können dabei sowohl Privathaushalte wie auch Gewerbegebäude und Fabriken sein. Daraus leiten sich mögliche Zielsetzungen für die Umsetzung von Flexibilitätsmaßnahmen ab:
- Reaktion auf volatile Energiepreise: Energieflexibilität hat aus Flexibilitätsanbietersicht das übergeordnete Ziel, die Energiekosten zu senken – in ihrer einfachsten Form bedeutet dies die reaktive Anpassung des Verbrauchs an Preisschwankungen der Energy-only-Märkte.
- Proaktives Anbieten von Flexibilität: Fähigkeit eines Systems, Energieflexibilität, beispielsweise durch Verschiebung von Aufträgen einer Fabrik, proaktiv, direkt oder über einen Aggregator, in Märkten für Systemdienstleistungen anzubieten.
- Maximierung des Eigenverbrauchs: Energieflexibilität kann genutzt werden, um den Produktionsprofilen lokaler (innerhalb des Werksgeländes) oder nahe gelegener erneuerbarer Kraftwerke und Erzeugungsanlagen zu entsprechen. Damit können die Energiekosten einer Fabrik gesenkt werden.
- Reduktion des CO2-Fußabdrucks: Energieflexibilität kann dazu dienen, den CO2-Fußabdruck beispielsweise einer Fabrik zu reduzieren, indem der Stromverbrauch angepasst wird, um die Nutzung von erneuerbaren Ressourcen zu maximieren. Dies kann die Erzeugung erneuerbarer Energien vor Ort oder in der Nähe ebenso umfassen wie den Bezug von Strom in Zeitfenstern, in denen dieser besonders „grün“ ist, also einen hohen Anteil erneuerbarer Energien aufweist. Emissionsbezogene Kosten lassen sich dadurch senken.
- Lastspitzenglättung (Peak Shaving) und Lastausgleich des Strombedarfs: Energieflexibilität kann genutzt werden, um die Spitzen hochvariabler Lasten zu glätten. Insbesondere in der Industrie reduziert dies Investitionskosten durch Vermeidung überdimensionaler fabrikinterner Energiesystemkapazitäten sowie stark ansteigende Netznutzungsentgelte durch höhere Lastspitzen.
- Verbesserung der Qualität der elektrischen Leistung: Energieflexibilität kann auch genutzt werden, um den Gesamtleistungsfaktor einer technischen Anlage zu verbessern, indem beispielsweise der Betrieb ihrer Elektromotoren unter Volllast maximiert wird. Dies ermöglicht es, die Stromkosten in Tarifen, die an die Blindleistung gekoppelt sind, zu senken.
- Verbesserung der lokalen Energieinfrastruktur-Resilienz: Energieflexibilität kann genutzt werden, um eine lokale Energieinfrastruktur, beispielsweise innerhalb eines Gewerbegebäudes oder einer Fabrik, resilienter zu gestalten. Das bedeutet, dass die Energieinfrastruktur die Fähigkeit aufweist, sich schnell von Störungen zu erholen und die Versorgung von kritischen Lasten aufrechtzuerhalten. Resilienz reduziert damit potenzielle Kosten, die bei einem Ausfall der Energieinfrastruktur entstehen würden.

## Energieflexibilitätspotenzial
Im Allgemeinen beschreibt ein Energieflexibilitätspotenzial das Vermögen, den Lastbezug von zum Beispiel Produktionsanlagen, Produktionsprozessen etc. für einen bestimmten Zeithorizont abweichend von der regulären Fahrweise zu verändern. Eine energieflexible Fahrweise kann durch die zunehmend fluktierendere Stromerzeugung infolge des Ausbaus Erneuerbarer Energien notwendig werden, um einen netzdienlichen Betrieb von Verbrauchern zu etablieren. Die Bestimmung des Energieflexibilitätspotenzials ermöglicht es, eine quantifizierte Aussage zu treffen, welchen energieflexiblen Beitrag beispielsweise die deutsche Industrie leisten kann.

### Definition und Abgrenzung der Potenzialbegriffe

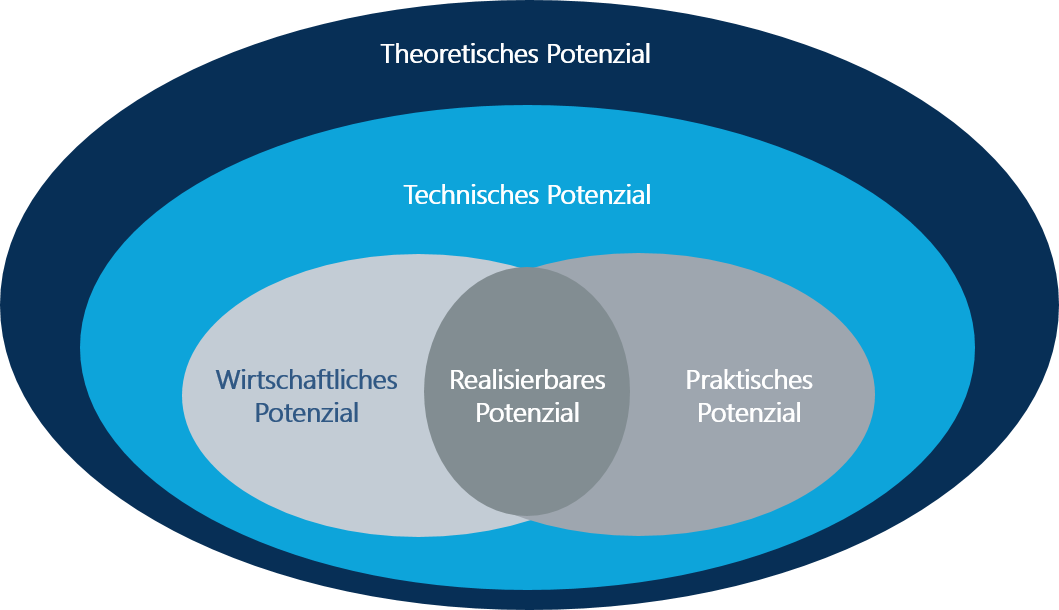
Abgrenzung der verschiedenen Potenzialbegriffe

Um ein Energieflexibilitätspotenzial auszuweisen, bedarf es einer einheitlichen Definition und klaren Abgrenzung der Potenzialbegriffe. Nebenstehende Abbildung veranschaulicht die Teil- und Schnittmengen der sich ergebenden Potenzialbegriffe. In Abhängigkeit des gewählten Bilanzraumes kann sich demzufolge ein unterschiedliches Energieflexibilitätspotenzial ergeben.
- Theoretisches Potenzial:  Das theoretische Potenzial ist eine rechnerische Größe, die durch die Anschlussleistung aller Formen von Endenergie bestimmt wird. Das theoretische Potenzial ergibt sich durch die vollständige Lasterhöhung oder den vollständigen Lastverzicht der gesamten energetischen Anschlussleistung. In der Realität ist dies jedoch meist nicht möglich.
- Technisches Potenzial:  Das technische Potenzial berücksichtigt zusätzlich sicherheits- und anlagenrelevante Restriktionen. Es stellt somit die Last dar, welche aus technischer Sicht zu- bzw. abgeschaltet werden kann. Das technische Potenzial entspricht der Summe aller technisch möglichen, energetischen Flexibilitätsmaßnahmen. Das technische Potenzial wird unter der Nebenbedingung erhoben, dass keine Lieferverpflichtungen verletzt werden und die Produktqualität sowie -menge insgesamt gleich bleiben.
- Wirtschaftliches Potenzial:  Das wirtschaftliche Potenzial entspricht dem Anteil des technischen Potenzials, der wirtschaftlich genutzt werden kann. Dies ist der Fall, wenn die durch die Flexibilität generierten Erlöse die Kosten einer Flexibilitätsmaßnahme während des Betriebs inklusive der ggf. zuvor zu tätigenden Investitionen übersteigen.
- Praktisches Potenzial:  Beim praktischen Potenzial werden zusätzlich zum technischen Potenzial sowohl unternehmensinterne als auch regulatorische und administrative Hemmnisse mit einbezogen. Dies können sowohl betriebsinterne (z. B. Wochenendarbeit oder Planbarkeit) oder externe Hemmnisse (z. B. Tarifverträge) sein.
- Realisierbares Potenzial:  Das realisierbare Potenzial ergibt sich als Schnittmenge des wirtschaftlichen und praktischen Potenzials. Es entspricht dem Potenzial infolge von Energieflexibilitätsmaßnahmen, die technisch umsetzbar sind, dem Unternehmen Kostenvorteile ermöglichen und von den Mitarbeitern und weiteren Akteuren, die direkt oder indirekt von der Flexibilitätsmaßnahme betroffenen sind, akzeptiert werden.

Es ist zu beachten, dass alle aufgeführten Potenzialbegriffe unabhängig von einem Zeithorizont definiert sind und infolgedessen sowohl für heutige als auch zukünftige Zeitpunkte erhoben werden können. Demzufolge ist eine Unterscheidung der Betrachtungszeiträume essentiell.

### Betrachtungszeiträume
Um eindeutig zwischen Flexibilitäten, die bereits heute zur Verfügung stehen, und solchen, welche erst zukünftig realisiert werden können, abzugrenzen, werden die Begriffe „Flexibilitätspotenziale“ und „Flexibilitätsperspektiven“ eingeführt.
Flexibilitätspotenziale bezeichnen die flexibilisierbare Last der aktuell installierten Anlagen unter heutigen Rahmenbedingungen. D. h., es ist lediglich die Nachrüstung von entsprechender Hard- und Software notwendig, um eine flexible Fahrweise der Anlage zu ermöglichen.
Flexibilitätsperspektiven bezeichnen zukünftige Potenziale, die erst durch technische Eingriffe am Prozess umgesetzt werden können. Hierbei sind folgende drei Fälle zu unterscheiden:
1. Durch einen Energieträgerwechsel – d. h. durch Elektrifizierung bzw. Hybridisierung – kann zusätzliche Flexibilität geschaffen werden.
2. Durch die Erweiterung von Stoff- und Energiespeichern kann zusätzliche Energieflexibilität bereitgestellt werden. Die Vergrößerung eines Produktspeichers kann beispielsweise die Abrufdauer einer Lasterhöhung verlängern, da ausreichende Lagerkapazitäten für die Mehrproduktion zur Verfügung stehen. Somit steigt das technische Potenzial der Lasterhöhung.
3. Durch den Umbau oder der Weiterentwicklung von Anlagen bzw. gesamten Prozessen kann die Energieflexibilität erhöht werden.

### Art der Laständerung
Grundsätzlich kann eine Laständerung infolge einer energieflexiblen Fahrweise auf drei Arten erfolgen:
- Der Lastverzicht entspricht einer Reduktion der Leistungsaufnahme im Vergleich zum Referenzbetrieb[9] und kann sowohl eine verringerte Leistungsaufnahme als auch das vollständige Ausschalten bedeuten, bei dem es keinen Lastnachholbedarf gibt.
- Die Lasterhöhung entspricht einer Erhöhung der Leistungsaufnahme im Vergleich zum Referenzbetrieb ohne Lastnachholbedarf.[10]
- Bei der Lastverschiebung ist eine temporär erhöhte oder verringerte Leistungsaufnahme mit jeweiligem Lastnachholbedarf gegeben.

### Energieflexibilitätspotenzial der deutschen Industrie
Im Rahmen des vom Bundesministerium für Bildung und Forschung (BMBF) geförderten Forschungsprojektes SynErgie wurde zu Beginn eine Metastudienanalyse durchgeführt, da es bereits eine Vielzahl an Studien gibt, die entsprechende Potenziale verschiedener Branchen untersuchen. Die angewandten Methoden zur Erhebung von Flexibilitätspotenzialen unterscheiden sich zum Teil jedoch deutlich hinsichtlich getroffener Annahmen und Vorgehensweisen. Insgesamt werden acht Aspekte – beispielsweise erhobene Parameter, Art der Laständerung, Betrachtungszeitraum, Art und Bilanzraum der Datenerhebung etc. – identifiziert, welche die Höhe der ausgewiesenen Potenziale maßgeblich beeinflussen. Aus diesem Grund sind in der Literatur teilweise deutliche Streuungen bei den ausgewiesenen Potenzialen zu finden.
Insgesamt werden in den Untersuchungen des Projekts SynErgie 7 % des Energiebedarfs des verarbeitenden Gewerbes mit einem Gesamtenergieverbrauch von 1.132 TWh/a (Stand: 2017) analysiert. Bezogen auf die Gesamtenergiemenge der analysierten Wirtschaftszweige von 892 TWh/a (Stand 2017) verändert sich der untersuchte Betrachtungsbereich auf knapp 9 %.
Wird allein der Stromsektor betrachtet, so verbrauchte das verarbeitende Gewerbe im Jahr 2017 240 TWh Strom, wovon ca. 33 % in den untersuchten Betrachtungsraum fallen. Hiervon könnten 7,5 TWh Strom durch Lastverzicht für 5 Minuten Abrufdauer und 3,4 TWh Strom durch Lasterhöhung für 1,2 Minuten Abrufdauer flexibilisiert werden, was einer Beeinflussung des Gesamtenergiebedarfs des verarbeitenden Gewerbes in Höhe von 3,1 % bzw. 1,4 % entspricht. Bei eingeschränktem Fokus auf die betrachteten Wirtschaftszweige reduziert sich die relevante Strommenge auf 131 TWh, und entsprechend erhöht sich prozentual die flexibilisierbare Energiemenge.

## Energieflexibilitätsmaßnahmen in der Industrie

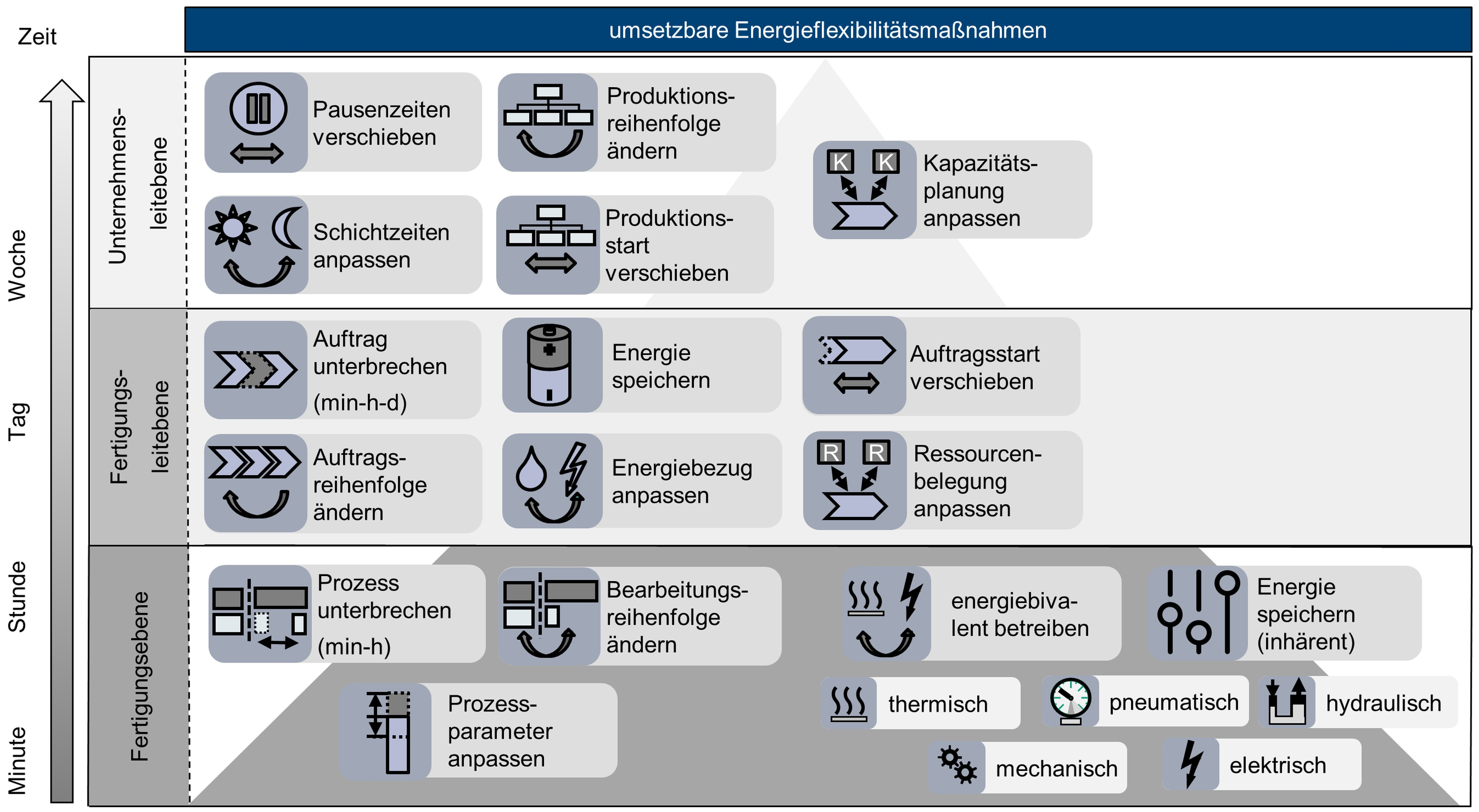
Energieflexibilitätsmaßnahmen in einer energieflexiblen Fabrik nach VDI-Richtlinie 5207 Blatt 1.

Für die Identifikation und anschließende Bewertung der Energieflexibilitätspotenziale eines Systems ist es notwendig, Maßnahmen zu ermitteln, die zu einer Beeinflussung des Energiebedarfs führen. In der VDI-Richtlinie 5207 Blatt 1 wird eine solche Maßnahme als “bewusste Aktion zur Durchführung eines definierten Zustandswechsels in einem Produktionssystem […]” definiert. Eisenhauer et al. (2017) beschreiben eine energetische Flexibilitätsmaßnahme als „[…] die aktive Veränderung des Leistungsbezugs eines Endverbrauchers mit dem Ziel energetisch flexibel zu sein“. Zusätzlich zu den Veränderungen des Leistungsbezugs einer Produktionsanlage, müssen bei der Betrachtung von Energieflexibilitätsmaßnahmen auch die damit einhergehenden Wechselwirkungen im Produktionssystem miteinbezogen werden. Flexibilitätsmaßnahmen können auf verschiedenen Produktionssystemebenen eingesetzt werden und adressieren unterschiedliche Unternehmensbereiche und Betriebsmittel eines produzierenden Unternehmens. Die Einteilung von Maßnahmen resultiert sowohl aus dem unterschiedlichen Zeithorizont, den die Maßnahmen umspannen, als auch aus den verschiedenen Informationsgrundlagen zur sinnvollen Maßnahmenumsetzung.

### Maßnahmendefinition nach VDI 5207 Blatt 1
In der VDI-Richtlinie 5207 werden verschiedene industrielle Energieflexibilitätsmaßnahmen beschrieben:
- Pausenzeiten verschieben Die Maßnahme Anpassung von Pausenzeiten beschreibt das Verschieben der Pausenzeiten von Mitarbeitern.
- Schichtzeiten anpassen Die Maßnahme Anpassung von Schichtzeiten beschreibt das Verschieben der Produktionszeiten unter Beachtung der Energiepreise. Es wird dabei eine flexible Mitarbeitereinsatzplanung vorgenommen, die unter Beachtung ausgehandelter Randbedingungen die Schichtzeiten einzelner Gruppen oder Mitarbeiter so anpasst, dass Zeiten mit niedrigen Energiepreisen ausgenutzt werden können.
- Produktionsreihenfolge ändern Die Maßnahme Produktionsreihenfolge ändern beschreibt eine Änderung der zeitlichen Reihenfolge der Produktionsaufträge. Hierbei können energieintensive Chargen vorgezogen oder zurückgestellt werden.
- Kapazitätsplanung anpassen Hierunter wird die Veränderung der Zuordnung eines Produktes zu einer Produktionsressource verstanden. Auf diese Weise kann der Leistungsbedarf bei der Herstellung des Produktes verändert werden, da einzelne Produktionsressourcen unterschiedliche Energiebedarfe aufweisen können.
- Produktionsstart verschieben Produktionsstart verschieben beschreibt das vorzeitige oder verzögerte Beginnen der Produktion innerhalb langer Zeiträume.
- Auftragsstart verschieben Auftragsstart verschieben beschreibt das vorzeitige oder verzögerte Beginnen von Aufträgen innerhalb längerer Zeiträume. Im Rahmen dessen werden freie Produktionskapazitäten genutzt, um zusätzliche Aufträge in der jeweiligen Periode zu produzieren.
- Auftrag unterbrechen Hierunter wird die Unterbrechung von Aufträgen innerhalb kürzerer Zeiträume verstanden. Hierzu werden Pufferzeiten im Produktionsablauf genutzt, um Aufträge kurzfristig zeitlich zu unterbrechen.
- Ressourcenbelegung anpassen Unter Ressourcenbelegung anpassen wird die gezielte Auswahl von Produktionsanlagen, abhängig von deren Energiebedarf verstanden.
- Auftragsreihenfolge ändern Bei der Veränderung der Auftragsreihenfolge werden unterschiedliche Lastprofile der Aufträge genutzt. Durch Veränderung der Reihenfolge führt dies auch zu einer Veränderung des Lastprofils. Die Maßnahme kann notwendig werden, wenn andere Maßnahmen nur für bestimmte Aufträge umsetzbar sind.
- Energie speichern Die Maßnahme beschreibt die Speicherung von Energie in einem geeigneten Speichermedium. Auf diese Weise kann zeitweise zusätzliche Energie abgerufen (Einspeicherung) bzw. weniger Energie benötigt (Ausspeicherung) bzw. der elektrische Energiebezug vom Nutzenergiebedarf entkoppelt werden.
- Energieträger wechseln Die Maßnahme Energieträger wechseln beschreibt die Nutzung unterschiedlicher Energieträger zur Leistungserbringung. Ein Wechsel des Energieträgers hat somit eine Beeinflussung des Strombedarfs zur Folge.
- Prozess unterbrechen Zeitweises Aussetzen des Produktionsprozesses bzw. einzelner Verbraucher.
- Prozessparameter anpassen Anpassung der Prozessparameter zur Veränderung von Leistungsbedarfen. Es besteht kein Nachholbedarf des Energieeinsatzes.
- Bearbeitungsreihenfolge ändern Änderung der Bearbeitungsreihenfolge unterschiedlicher Prozessschritte zur Nutzung unterschiedlicher Leistungsbedarfe innerhalb der Produktherstellung.
- Energie speichern inhärent Nutzung von Toleranzen verschiedener Zustandsgrößen in Prozessen als Energiespeicher. Dies ermöglicht die bewusste Speicherung von Energie in einem geeigneten inhärentem Speichermedium.
- Energiebivalent betreiben Nutzung unterschiedlicher Nutzenergieformen für anlageninhärente Produktionsprozesse.

## Vermarktung von Energieflexibilität und die Rolle des Strommarktdesigns
Bereits heute stehen Unternehmen verschiedene Möglichkeiten zu Vermarktung ihrer vorhandenen Energieflexibilität zur Verfügung. Jedoch existieren verschiedene regulatorische Hemmnisse, die Unternehmen bislang noch von einer vollumfänglichen Nutzung von Energieflexibilität abhalten. Vor diesem Hintergrund müssen einerseits Hemmnisse abgebaut und andererseits neue Chancen, wie bspw. ein zukunftsfähiges Marktdesign unter Berücksichtigung passender Informations- und Kommunikationstechnologie, ergriffen werden.

### Vermarktung/Monetarisierung von Energieflexibilität
Im deutschen Stromsystem haben Unternehmen die Möglichkeit, die vorhandene Flexibilität über verschiedene Wege zu vermarkten bzw. zu monetarisieren. Grundsätzlich können die Vermarktungsmöglichkeiten in die folgenden vier Kategorien eingeteilt werden:
- Nutzung von Marktpreissignalen (über den Stromhandel): Die Vermarktung von Strom läuft im Allgemeinen entweder über verschiedene Strombörsen oder findet im OTC-Handel (= Over-the-Counter-Handel) statt. Hierbei unterscheidet man zwischen dem Terminmarkt und dem Spotmarkt. Im Terminmarkt werden langfristige Stromkontrakte gehandelt. Die Preise für die auf diesen Märkten gehandelten Stromprodukte unterliegen gewissen Schwankungen, die aus Variationen auf der Stromerzeugungs- und Nachfrageseite resultieren. Durch einen gezielten Einsatz der Flexibilität von Unternehmen können diese Preisschwankungen zur Reduzierung der Strombeschaffungskosten genutzt werden.
- Reduzierung der Netzentgelte: da die Netzentgelte z. T. einen erheblichen Anteil der Stromkosten eines Unternehmens ausmachen, handelt es sich hierbei um einen entsprechend großen Hebel, um mit dem gezielten Einsatz von Nachfrageflexibilität ökonomische Vorteile erzielen zu können. Durch Nachfrageflexibilität können beispielsweise Lastspitzen vermieden bzw. reduziert werden – Lastspitzen sind hier u. a.  eine Bemessungsgrundlage für die Berechnung des Netzentgeltes. Darüber hinaus können Netzentgelte auch mithilfe der sog. Atypischen Netznutzung reduziert werden.
- Systemdienstleistungen (Regelleistung, abschaltbare/zuschaltbare Lasten): durch die Vermarktung von Systemdienstleistungen können Unternehmen ihre Nachfrageflexibilität vermarkten, um Einnahmen zu generieren. Hierbei stellen Unternehmen ihre Flexibilität beispielsweise für verschiedene Regelleistungsprodukte oder auch als abschaltbare Last zur Verfügung. Der Abruf der Flexibilität erfolgt durch den Übertragungsnetzbetreiber.  Die Vergütung der Flexibilität erfolgt dabei über einen Leistungspreis (das Vorhalten der Flexibilität) und einen Arbeitspreis (die tatsächliche Erbringung der Flexibilität). Seit der Einführung des Regelarbeitsmarktes kann die Vergütung auch nur auf den Arbeitspreis für die tatsächliche Erbringung der Flexibilität erfolgen.
- Eigenoptimierung von eigenen Stromerzeugungskapazitäten: Unternehmen haben zum Teil eigene Stromerzeugungskapazitäten wie Photovoltaikanlagen oder Gas(- und Dampf)-Kraftwerke. Diese eigenen Stromerzeugungskapazitäten können beispielsweise eingesetzt werden, um zu Zeiten hoher Preise an den Strombörsen möglichst wenig Strom aus dem Netz beziehen zu müssen. Gleichzeitig kann Nachfrageflexibilität eingesetzt werden, um den Strombezug aus dem öffentlichen Netz weiter zu reduzieren. Somit stellen eigene Stromerzeugungskapazitäten einen weiteren Stellhebel dar, um die Nachfrageflexibilität im Unternehmen bestmöglich einsetzen zu können.

Im Gegensatz zu einem Unternehmen alleine können Aggregatoren als externe Dienstleister dabei helfen, Flexibilitätspotenziale zu identifizieren und diese in ihren Betrieben zu realisieren. Außerdem kann durch Aggregatoren die Aktivierung von Flexibilitätspotenzialen automatisiert werden. Aggregatoren nehmen an Strommärkten teil, um die Energieflexibilität zu vermarkten. Schließlich können Aggregatoren Absicherungslösungen anbieten, um die Einnahmen aus der Bereitstellung von Flexibilität zu stabilisieren und mehrere Dienstleistungen über Strom- und andere (Energie-)Märkte hinweg zu bündeln.

### Die Rolle des Strommarktdesigns
Durch die neuen Herausforderungen im Strommarkt wie bspw. der Anstieg des Anteils an erneuerbaren Energien und der damit einhergehenden Dezentralisierung der Stromerzeugungsstruktur gerät das bestehende Strommarktdesign in Deutschland zunehmend an seine Grenzen. Dies kann man am Beispiel des Einspeisemanagements beobachten: 2019 konnten knapp 6,5 TWh erneuerbarer Stromerzeugung aufgrund von Leistungsengpässen nicht genutzt werden.
Aus diesem Grund muss das Strommarktdesign überarbeitet und weiterentwickelt werden. Die Wahl des Designs spielt auch für die Energieflexibilität eine große Rolle. Durch eine geeignete Ausgestaltung kann das technische Nachfrageflexibilitätspotenzial industrieller Verbraucher in einem größeren Umfang genutzt werden. Dabei sind die Bewertung und die Entwicklung von Vermarktungsmöglichkeiten von Nachfrageflexibilität sowie die Versicherung gegen Risiken bei Flexibilitätsbereitstellung entscheidend.

### Regulatorik
Im aktuellen Marktdesign hindern einige Umstände Unternehmen daran, ihre vorhandene Flexibilität einzusetzen. Aktuell wird die Bereitstellung von Nachfrageflexibilität von der Gesetzgebung z. T. eher bestraft als belohnt. Dem Einsatz von Energieflexibilität stehen derzeit bspw. folgende Hemmnisse gegenüber:
- Erhöhung von Netzentgelten: Wenn durch den sinnvollen, netz- und systemdienlichen Einsatz von Flexibilitätsmaßnahmen Verbrauchsspitzen auftreten, besteht das Risiko einer möglichen Erhöhung der Netzentgelte, indem zum Beispiel ein höherer Leistungspreis zu zahlen ist oder der Verlust von reduzierten Netzentgelten entfällt.
- Energieflexibilität im Widerspruch zur Energieeffizienz: Gerade stromintensive Industrieunternehmen können Flexibilitätspotenziale nicht nutzen, wenn die existentielle Reduzierung der EEG-Umlage in diesem Zuge durch Effizienzverluste gefährdet wird. In der Regel werden die Anlagen für ihren optimalen bzw. effizienten Betriebspunkt ausgelegt und betrieben, der bei einer flexiblen Fahrweise verlassen wird. Eine Berücksichtigung von Flexibilitätsbeiträgen bei der Zertifizierung nach ISO 50001 findet noch nicht statt.

- Netzanschlusskapazität: Die Anschlussnutzung ist für Unternehmen durch die vereinbarte Netzanschlusskapazität begrenzt, auch wenn ggf. die maximale, technisch mögliche Kapazität des vorgelagerten Netzes noch nicht ausgeschöpft ist. Durch netzdienliches Verhalten bei der Erbringung von z. B. negativer Regelenergie (zusätzlicher Leistungsbezug aus dem öffentlichen Netz) kann die vertragliche Netzanschlusskapazität überschritten werden, was demzufolge eine kostenpflichtige Erhöhung der Netzanschlusskapazität nach sich zieht.

### Neue Produkte für den Stromhandel
Neben regulatorischen Maßnahmen kann auch die Weiter- und Neuentwicklung von Stromhandelsprodukten einen erheblichen Teil zur verbesserten Nutzung von Nachfrageflexibilität beitragen. Aktuell werden an den Strombörsen standardisierte Produkte gehandelt, welche durch eine bestimmte Durchschnittsmenge an Strom, einen spezifischen Handelszeitpunkt oder -raum, einen bestimmten Preis und das regionale Gebiet charakterisiert sind. Diese Art von standardisierten Durchschnittsangeboten führen im Strommarkt mit steigendem Anteil an erneuerbaren Energien und insbesondere Photovoltaik zu immer größeren Herausforderungen. Indizien hierfür sind stärkere Netzfrequenzausschläge zu Stundenwechseln oder große Preisschwankungen innerhalb einer Stunde im Intraday-Handel. Eine Weiterentwicklung der bestehenden Produkte soll helfen, diese besser an die Energiewende anzupassen. Im Rahmen der Weiterentwicklung können bestehende Produkte des Stromhandels bspw. hinsichtlich lokaler Preissetzung, zeitlicher Granularität, Minimalvolumen und der Gate-Closure Zeit angepasst werden. Durch solche Änderungen werden mögliche Hemmnisse reduziert, die Unternehmen an der Vermarktung von Nachfrageflexibilität hindern.

### Berücksichtigung von Informations- und Kommunikationstechnologie beim Marktdesign
Bei der Ausgestaltung eines zukünftigen Marktdesigns müssen die Möglichkeiten digitaler Technologien bestmöglich integriert werden. Disruptive Technologien wie beispielsweise die Blockchain-Technologie oder künstliche Intelligenz können dazu beitragen, dass die vorhandenen Infrastrukturen im Stromsystem effizienter genutzt werden können. Diese Chancen müssen bei der Ausgestaltung eines zukünftigen Marktdesigns entsprechend berücksichtigt werden.

## Automatisierung der Energieflexibilitätsvermarktung
In den letzten Jahren sind in vielen Geschäftsbereichen digitale Plattformen entstanden, um Kunden und Anbieter zusammenzubringen und innovative Dienstleistungen anzubieten. Der Begriff Plattform wird in diesem Zusammenhang sehr häufig verwendet, seine Bedeutung ist jedoch nicht klar und einheitlich. Einerseits werden bereits heute IT-Plattformen für die Digitalisierung und Vernetzung der Produktion genutzt. Dabei kommen digitale Dienste und Services wie Predictive Maintenance oder die Optimierung von Produktionsprozessparametern zum Einsatz. Die meisten vorhandenen und kommerziell verfügbaren IT-Plattformen sind jedoch auf die vom jeweiligen Anbieter angebotenen Produkte und Dienstleistungen zugeschnitten. Sie verwenden meist proprietäre statt offener Schnittstellen und Protokolle und bilden damit ein geschlossenes Ökosystem. Infolgedessen sind oftmals weder Interaktionen mit externen Systemen noch die Interoperabilität mit anderen Plattformanbietern möglich. Neben den klassischen IT-Plattformen für die Produktion sind Energiemanagementsysteme weit verbreitet. Energiemanagementsysteme werden meist für die Erfassung, Verarbeitung und das Monitoring von Energieströmen innerhalb eines Unternehmens genutzt. Anderseits sind Entscheidungsunterstützungssysteme für die Energiebeschaffung und -optimierung am Markt etabliert. Diese reichen von Strommarktprognosen bis hin zu Lösungen für die Optimierung der Produktionsplanung und -Steuerung unter Berücksichtigung von Strommarktpreisen. Zusammenfassend ist eine vollumfängliche Lösung für die Flexibilitätsvermarktung, von der Potenzialanalyse bis hin zur automatisierten Vermarktung, bislang nicht kommerziell verfügbar. Neben unterschiedlichen Herausforderungen bei Industrieplattformen hinsichtlich Industrial Demand-Side Management wie Vermeidung von Vendor Lock-In, Interoperabilität, Berücksichtigung von Energieflexibilität, Flexibilitätsmanagement oder Energiesteuerung, fehlt vor allem eine ganzheitliche Integration von Energieflexibilität von der Maschine bis zum Energiemarkt.

### Beispielhafte Umsetzung einer automatisierten Energieflexibilitätsvermarktung

Die Energiesynchronisationsplattform vereint eine zentrale Marktplattform mit vielen Unternehmensplattformen.

Um den im vorherigen Abschnitt identifizierten Defiziten und Herausforderungen zu begegnen, wurde eine ganzheitliche IT-Architektur für die Flexibilitätsvermarktung, die Energiesynchronisationsplattform, entwickelt. Das Ziel der Energiesynchronisationsplattform ist es, durch den Aufbau eines Plattformökosystems den gesamten Prozess des Energieflexibilitätshandels von der Maschine bis zum Energiemarkt zu automatisieren und zu standardisieren. Hierfür ist insbesondere auch die Integration von Produktionsplanung und -steuerung und Energieflexibilität in produzierenden Unternehmen notwendig. Die Vision der Energiesynchronisationsplattform sieht deshalb vor, eine branchenübergreifende Plattform zum Energieflexibilitätshandel in Deutschland aufzubauen. Der Fokus liegt hier auf Services zur Flexibilisierung der energieintensiven Industrie und der Flexibilitätsvermarktung. Die Energiesynchronisationsplattform sowie die modular darauf aufbauenden Services ermöglichen der Industrie eine aktive Teilnahme mit möglichst niedrigen Eintrittsbarrieren an den Energiemärkten – einerseits durch eine akkuratere und schnellere Bedarfsplanung (Konsumentenrolle), andererseits durch das Anbieten von Energieflexibilitätspotenzial (Anbieterrolle). Die Energiesynchronisationsplattform ermöglicht damit eine ganzheitliche Betrachtung des Stromsystems, um im Sinne von automatisierter Energieflexibilität eine möglichst effektive und effiziente Synchronisation von Stromangebot und -nachfrage für die Industrie zu ermöglichen.
Bei der Energiesynchronisationsplattform selbst handelt es sich nicht um eine physische Plattform. Sie beschreibt vielmehr als übergeordnetes Konzept die Zusammenarbeit zwischen den Teilplattformen Unternehmensplattform und Marktplattform, was Rahmenbedingungen, Schnittstellen, Datenmodelle, Stakeholder und Sicherheitsaspekte umfasst und den gesamten Prozess des automatisierten Energieflexibilitätshandels von der Maschine bis zum Energiemarkt abbildet. Abhängig von den Gegebenheiten können die Rollen der Unternehmen jederzeit flexibel angepasst werden. Die beschriebenen Eigenschaften stellen einen deutlich höheren Funktionsumfang und ein höheres Informationsangebot dar, als aktuell auf bestehenden Plattformen implementiert.
Die technische Umsetzung der Energiesynchronisationsplattform bildet die Grundlage für eine echtzeitnahe Synchronisation flexibler Industrieprozesse mit dem volatilen Strom-/Energieangebot und damit volatilen Preisen. Abhängig vom konkreten Ziel der Umsetzung von Energieflexibilität können Unternehmen Einsparungen durch die Reduzierung der Strombeschaffungskosten und/oder der Netzentgelte sowie weiterer Umlagen erzielen oder Erlöse durch das Anbieten von Energieflexibilität für Dritte (bspw. als Systemdienstleistung) generieren. Von zentraler Bedeutung für die Akzeptanz und den Erfolg des erarbeiteten Konzepts sind auf der einen Seite die Wirtschaftlichkeit der Energieflexibilität für die Unternehmen sowie auf der anderen Seite die technischen Aspekte des Schutzes sensibler Unternehmensdaten, denen im Rahmen der Konzeption der Energiesynchronisationsplattform eine besondere Bedeutung zukommt. Die zentralen Befähiger für eine Akzeptanzerhöhung sind die Harmonisierung und Standardisierung eines erforderlichen Datenmodells und einer Schnittstelle zum sicheren Datenaustausch zwischen produzierenden Unternehmen und den Strommärkten.